# Мордовцев, Григорий Алексеевич
Григорий Алексеевич Мордовцев (27 апреля 1929, село Рогово — 21 августа 2014, Стаханов, Луганская область, Украина) — советский шахтёр, Герой Социалистического Труда.

## Биография
Трудовую деятельность начал в 1947 году подземным проходчиком на шахте 3/3 бис.
В 1954 году, по окончании Брянковской горно-проходческой школы, назначен бригадиром проходчиков.
Проработав на одной шахте 40 лет, в 1987 году уволился в связи с выходом на пенсию.
Член КПСС, был делегатом XXIV съезда КПСС. С 1967 по 1980 годы избирался депутатом Верховного Совета Украинской ССР 7−9 созывов.
Отмечалось 80-летие со дня рождения Мордовцева Г. А.
Умер 21 августа 2014 года в городе Стаханов.

## Награды
- Герой Социалистического Труда (1966).
- Награждён орденом Ленина, орденом Трудового Красного Знамени, орденом «Знак Почета», полный Кавалер знака «Шахтерская слава».
- Почётный гражаднин города Стаханова
- 27 августа 2010 года Указом Президента Украины В. Ф. Януковича № 874/2010 «О награждении государственными наградами Украины работников угольной промышленности»  награждён орденом «За заслуги» III степени за весомый личный вклад в укрепление энергетического потенциала государства, многолетний самоотверженный шахтёрский труд, высокий профессионализм и по случаю 75-летия стахановского движения и Дня шахтёра[3].